# Euphoresia densesquamosa
Euphoresia densesquamosa är en skalbaggsart som beskrevs av Frey 1976. Euphoresia densesquamosa ingår i släktet Euphoresia och familjen Melolonthidae. Inga underarter finns listade i Catalogue of Life.